# Wzniesienie się balonu Montgolfierów w ogrodach Aranjuezu

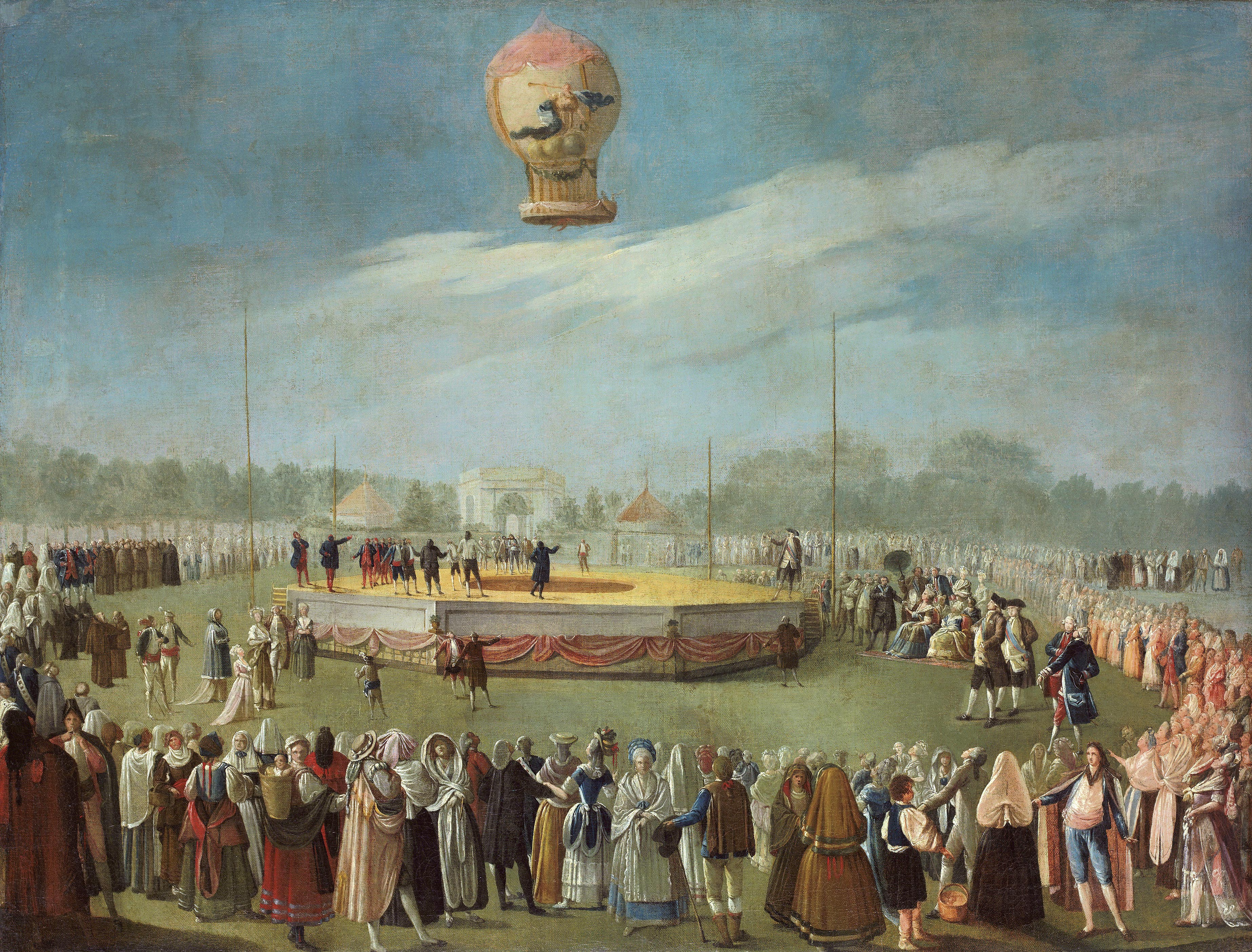
Wzniesienie się balonu w obecności Karola IV i jego dworu, Antonio Carnicero, ok. 1783

Wzniesienie się balonu Montgolfierów w ogrodach Aranjuezu lub Balon Montgolfierów nad Aranjuezem (hiszp. Ascensión de un globo Montgolfier en Aranjuez) – obraz olejny hiszpańskiego malarza Antonia Carnicera. Należy do kolekcji Muzeum Prado w Madrycie.

## Opis obrazu
Obraz przedstawia eksperyment Francuza Jeana Bouclé (lub Charlesa Bouché) z balonem aerostatycznym, który miał miejsce 5 czerwca 1784 w ogrodach Pałacu Królewskiego w Aranjuez, w ostatnich latach panowania Karola III. Był to pierwszy wolny lot balonem odbywający się na hiszpańskiej ziemi, a z tego wydarzenia zachowały się relacje naocznych świadków. Biorący w nim udział balon był wynalazkiem braci Montgolfier, którzy zarabiali na organizacji tego typu komercjalnych pokazów. Lot okazał się sukcesem, chociaż pilot został ranny, nie zdoławszy odpowiednio kontrolować balonu w czasie obniżania. Dawniej uważano, że obraz przedstawiał późniejsze wzniesienie balonem Vicenza Lunardiego z 12 sierpnia 1792 roku, które miało miejsce w Madrycie. Ta hipoteza została odrzucona na rzecz eksperymentu Bouclé.
Temat obrazu świadczy o zainteresowaniu postępami naukowymi charakterystycznymi dla oświecenia. Malarz starał się uchwycić osobliwe wydarzenie w sposób jak najbliższy prawdzie, niemal dokumentalny i w efekcie nieco prozaiczny. Przedłożył wierne przedstawienie konkretnego doświadczenia i momentu w historii nad walory estetyczne dzieła. Kompozycja jest schematyczna, rygorystycznie horyzontalna, ożywiona jedynie różnorodnością postaci ubranych w odświętne stroje, reprezentujących różne klasy społeczne.
W kolekcji Muzeum Sztuk Pięknych w Bilbao znajduje się podobny obraz Carnicera pt. Wzniesienie się balonu w obecności Karola IV i jego dworu. Przedstawia próbę Pilâtre’a de Roziera z 1783 roku, która miała miejsce w obecności przyszłego Karola IV i dworu w okolicy Eskurialu.

## Proweniencja
Obraz należał do książąt Osuny – Pedra Télleza-Giróna i jego żony Maríi Josefy Pimentel. Majątek książąt został w dużej części roztrwoniony przez ich spadkobierców, zwłaszcza XII księcia Osuny Mariana Téllez-Girón. W 1896 roku w Madrycie odbyła się publiczna licytacja posiadłości i kolekcji dzieł sztuki należących do rodziny. Obraz Carnicera nabyło hiszpańskie Ministerstwo Rozwoju i w tym samym roku włączono go do kolekcji Muzeum Prado w Madrycie.